# 越駿歡欣
越駿歡欣（英語：Happy Together，來港前稱），是一匹在愛爾蘭和香港出賽的賽駒，來港後練馬師早期是高伯新，後期是羅富全。

## 簡介
週歲時，「越駿歡欣」於2020年Tattersalls Ireland September Yearling Sale以15,000堅尼成交。兩歲時，於2021年Tattersalls Ireland Goresbridge Breeze Up Sale以24,000堅尼成交。三歲時，在愛爾蘭曾勝出一場賽事。其後，「越駿歡欣」被運來香港服役，加盟高伯新馬房。
2023年2月5日，「越駿歡欣」打開其在港的勝利之門。
2023年6月15日，隨着高伯新宣佈放棄來季香港練馬師牌照，「越駿歡欣」轉投羅富全馬房。同年11月5日，「越駿歡欣」轉倉後兩出兩捷。賽後，練馬師羅富全表示馬匹比以往容易操控，而接手後都係處理傷患問題為主，對馬匹表現感到滿意。
2024年1月10日，巴度策騎「越駿歡欣」勝出國際三級賽一月盃。賽後，巴度說道：「牠是匹優秀佳駟，亦甚具個性，我十分喜歡牠，牠具備強勁的加速力，實力相當。今次我們抽得好檔（第三檔），早段我只須讓牠順其自然貼欄競跑，而賽事的步速平穩，令各駒走來均很暢順。轉直路彎時我讓坐騎向外移出，馬兒亦能繞過馬群上前，繼而以精彩的表現奏凱。」練馬師羅富全說道：「我喜歡這項賽事，因我現已三度勝出此賽，『越駿歡欣』一直表現甚佳，我認為牠尚會續有進步，巴度亦很了解牠，明白如何發揮出馬兒的最高水準。」

## 在港勝出賽事全紀錄
| 比賽日期   | 賽事名稱                     | 賽事班次 | 賽道 | 賽事路程 | 比賽馬場   | 名次 | 完成時間 | 騎師 |
| ---------- | ---------------------------- | -------- | ---- | -------- | ---------- | ---- | -------- | ---- |
| 05/02/2023 | 湖景讓賽                     | 第三班   | 草地 | 1600米   | 沙田馬場   | 1    | 1:34.81  | 巴度 |
| 24/09/2023 | 香港大學文學院與教育學院讓賽 | 第三班   | 草地 | 1600米   | 沙田馬場   | 1    | 1:35.11  | 巴度 |
| 05/11/2023 | ELEANOR讓賽                  | 第二班   | 草地 | 1600米   | 沙田馬場   | 1    | 1:34.17  | 巴度 |
| 20/12/2023 | 土星讓賽                     | 第二班   | 草地 | 1650米   | 跑馬地馬場 | 1    | 1:41.23  | 巴度 |
| 10/01/2024 | 一月盃（讓賽）               | G3       | 草地 | 1800米   | 跑馬地馬場 | 1    | 1:48.29  | 巴度 |
| 10/03/2024 | 城南讓賽                     | 第二班   | 草地 | 1800米   | 沙田馬場   | 1    | 1:48.94  | 巴度 |

## 在港一級賽出賽全紀錄
| 比賽日期   | 賽事名稱           | 賽事班次 | 賽道 | 賽事路程 | 比賽馬場 | 名次 | 完成時間 | 騎師 |
| ---------- | ------------------ | -------- | ---- | -------- | -------- | ---- | -------- | ---- |
| 28/04/2024 | 富衛保險女皇盃     | G1       | 草地 | 2000米   | 沙田馬場 | 4    | 2:01.50  | 巴度 |
| 08/12/2024 | 浪琴香港一哩錦標   | G1       | 草地 | 1600米   | 沙田馬場 | 5    | 1:33.69  | 巴度 |
| 23/02/2025 | 香港金盃           | G1       | 草地 | 2000米   | 沙田馬場 | 5    | 2:01.43  | 巴度 |
| 27/04/2025 | 富衛保險冠軍一哩賽 | G1       | 草地 | 1600米   | 沙田馬場 | 6    | 1:33.63  | 巴度 |

## 外部連結
- . 2024-01-11  [2024-01-11]. （原始内容存档于2024-01-15）.